# Acalypha pruriens
Acalypha pruriens é uma espécie de flor do gênero Acalypha, pertencente à família Euphorbiaceae.